# Tonna melanostoma
Tonna melanostoma là một loài ốc biển lớn, là động vật thân mềm chân bụng sống ở biển trong họ Tonnidae.

## Phân bố
- New Zealand[1]